# خوان فرنانديز
خوان فرنانديز (بالإسبانية: Juan Fernández Martín)‏ مواليد 5 يناير 1957 في ألاما دي غرانادا، هو دراج إسباني سابق في صنف سباق الدراجات على الطريق.

## سجل النتائج

### سباقات أو مراحل فاز بها
- طواف إسبانيا

## الميداليات
| الميدالية | المسابقة                                    |
| --------- | ------------------------------------------- |
| برونزية   | بطولة العالم لسباق الدراجات على الطريق 1980 |
| برونزية   | بطولة العالم لسباق الدراجات على الطريق 1987 |
| برونزية   | بطولة العالم لسباق الدراجات على الطريق 1988 |

## روابط خارجية
- خوان فرنانديز على موقع أرشيف الدراجات (الإنجليزية)
- خوان فرنانديز على موقع إحصائيات الدراجات الإحترافية (الإنجليزية)